# دستورالعمل عملکرد انرژی ساختمان‌ها

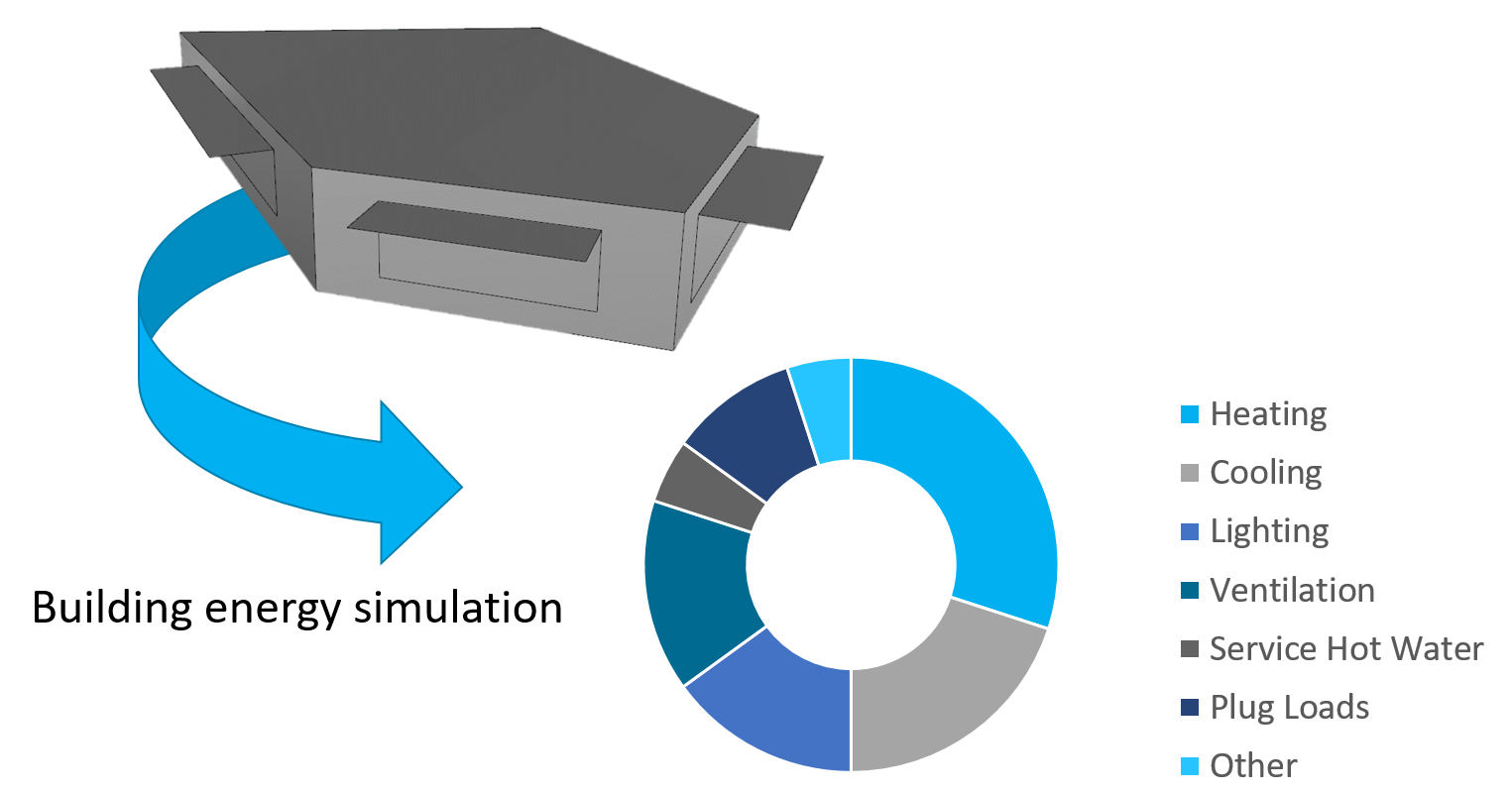
نمودار مفهومی شبیه سازی انرژی ساختمان

دستورالعمل عملکرد انرژی ساختمان‌ها (به انگلیسی: Directive on the energy performance of buildings (EPBD)) یک دستورالعمل (EPBD,۲۰۰۳) مصوب پارلمان و شورای اروپایی در ارتباط با بازده انرژی ساختمان هاست. این دستور العمل از تاریخ ۴ ژانویه ۲۰۰۳ به مرحله اجرا درآمد و توسط هیئت اعضای EU در آخرین ساعات ۴ ژانویه ۲۰۰۶ پیاده‌سازی شد. این دستور العمل از پروتکل Kyoto گرفته شده‌است که EU را متعهد می‌سازد تا میزان CO۲ را تا ۸٪ تا سال ۲۰۱۰ و تا ۵٫۲٪ زیر سطوح استاندارد سال ۱۹۹۰ برساند. این دستور از ۴ ژانویه ۲۰۰۶ به مرحله اجرا درآمد و هیئت اعضا را ملزم کرد تا مطابق با ماده ۷ (گواهینامه‌های عملکرد انرژی) ماده ۸(بازرسی دیگ‌های بخار) و ماده ۹ (بازرسی سیستم‌های تهویه هوا) در طول سه سال از زمان شروع به کار و تا پایان مهلت قانون آن در ۴ ژانویه ۲۰۰۹ عمل نمایند.

## خط‌مشی ساختمان‌های EPBD
خط@مشی ساختمان‌های EPBD توسط کمیته اروپایی در چارچوب انرژی هوشمند اروپا، برنامه ۲۰۰۶–۲۰۰۳ و تحت عنوان منابع اصلی اطلاعات بر روی EPBD، مطرح شد. این خط مشی شامل پایگاه داده‌هایی با انتشارات وقایع که استانداردها و ابزارهای نرم‌افزاری است. سازمانها یا افراد علاقه‌مند می‌توانند وقایع و انتشارات خود را به پایگاههای داده‌ای ارائه کنند
تعداد بسیاری از مقالات اطلاع رسانی نسبتاً کوتاه هستند (به طور معمول دارای ۲ تا ۸ صفحه می‌باشند) هدف اصلی آنها، مطلع کردن بسیاری از مردم از وضعیت کا ردر یک زمینه خاص است. یک helpdesk، لیستی از سوالات متداول است که احتمالاً هر شخصی ممکن است با آن مواجه شود.